# Herensingel (Leiden)
De Herensingel is een singel en straat langs de noordoosthoek van de binnenstad van de Nederlandse stad Leiden. 
De singel ligt tussen de Oude Herengracht en de Oude Rijn en werd in 1644 gegraven. Gezien van west naar oost ligt de singel tussen de Maresingel en de Zijlsingel. Het water scheidt de binnenstad van de volkswijken Noorderkwartier en De Kooi in Leiden-Noord.
De straat ligt aan de buitenzijde van de singel. Aan de binnen- of centrumzijde ligt geen doorgaande straat direct langs het water, omdat hier de stadswallen en bolwerken lagen. Nadat deze hun functie verloren hadden, werd op een van de bolwerken in 1828 de rooms-katholieke begraafplaats Zijlpoort gerealiseerd.
Op de hoek van de Oude Rijn en de Herensingel staat de Zijlpoort, een van de twee overgebleven stadspoorten.
Op de hoek van de Herensingel en de Kooilaan stond tot 1970 het station Leiden Heerensingel, het zuidwestelijke eindpunt van de Haarlemmermeerspoorlijnen, dat overigens al in 1936 werd gesloten voor reizigersvervoer. Aan de noordzijde van de singel ligt de zogenaamde Herensingelkerk.